# Błażowa Dolna
Błażowa Dolna – wieś w Polsce położona w województwie podkarpackim, w powiecie rzeszowskim, w gminie Błażowa.
Do końca 1969 w granicach miasta Błażowa. 1 stycznia 1970 wyłączona z Błażowej i włączona do gromady Błażowa.
| SIMC    | Nazwa          | Rodzaj    |
| ------- | -------------- | --------- |
| 0643962 | Liwośka        | część wsi |
| 0643979 | Mokłuczka      | część wsi |
| 0643985 | Staniki        | część wsi |
| 0643991 | Walentówka     | część wsi |
| 0644000 | Wola Błażowska | część wsi |
| 0644016 | Zagrody        | część wsi |

W latach 1975–1998 miejscowość administracyjnie należała do województwa rzeszowskiego.